# Kaukasus-Waldmaus
Die Kaukasus-Waldmaus oder Schwarzmeer-Waldmaus (Apodemus ponticus) ist ein hauptsächlich in der Kaukasusregion verbreitetes Nagetier in der Gattung der Waldmäuse. Einige der wissenschaftlichen Namen, die gegenwärtig als Synonyme dieser Art gelten, wurden früher der Gelbhalsmaus (Apodemus flavicollis) zugerechnet. Die frühere Annahme, dass die Kaukasus-Waldmaus ein Hybride aus der Gelbhalsmaus und der gewöhnlichen Waldmaus (Apodemus sylvaticus) ist, konnte widerlegt werden.

## Merkmale
Mit einer Kopf-Rumpf-Länge von 83 bis 103 mm, einer Schwanzlänge von 97 bis 104 mm, mit 21 bis 24 mm langen Hinterfüßen und mit 14 bis 21 mm langen Ohren entspricht die Art in der Größe nahe verwandten Waldmäusen. Gewichtsangaben fehlen. Die Fellfarbe ist fast identisch mit jener der Gelbhalsmaus. Sie ist oberseits intensiv braun und auf der Unterseite hellgrau bis weiß. Exemplare aus dem Iran weisen einen deutlichen dunklen Fleck auf der Kehle auf.

## Verbreitung
Die größte Population bewohnt den Kaukasus zwischen Schwarzem und Kaspischem Meer sowie dessen nördliche und südliche Ausläufer. Eine kleinere Population lebt im Zagros-Gebirge in Iran. Die Kaukasus-Waldmaus hält sich in Wäldern, Steppen, auf Bergwiesen und auf Gebüschflächen auf.

## Lebensweise
Dieses Nagetier gräbt Tunnelsysteme mit mehreren Kammern oder ruht in natürlichen Verstecken. Es ist nachtaktiv und frisst Pflanzensamen, Nüsse sowie Insekten, die in Vorratskammern gelagert werden. Bei Weibchen kommen im Frühjahr und Sommer Würfe mit fünf oder sechs Nachkommen vor.

## Gefährdung
Die IUCN listet die Art als nicht gefährdet (least concern), da keine Bedrohungen vorliegen und da die Population groß ist.